# Nephelomys caracolus
Nephelomys caracolus és una espècie de mamífer rosegador de la família dels cricètids. És endèmic de les muntanyes del nord de Veneçuela, on viu a altituds d'entre 1.000 i 2.500 msnm. Es tracta d'un animal nocturn i omnívor. El seu hàbitat natural són les selves nebuloses primàries. És una espècie en risc mínim, és a dir, no sembla que hi hagi cap amenaça significativa per a la seva supervivència.